# Nicholas Vansittart

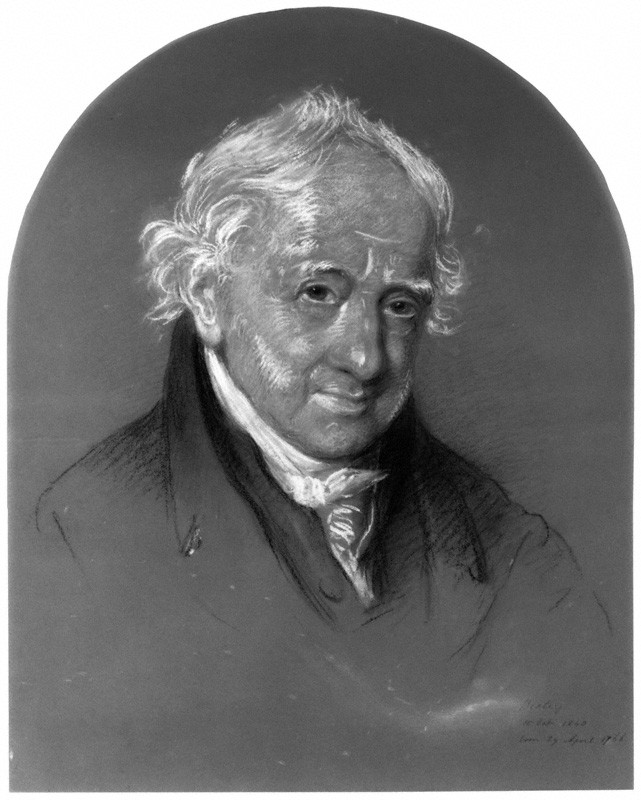
Nicholas Vansittart, Georgiana Zornlin (1844)

Nicholas Vansittart, 1. baron Bexley (ur. 29 kwietnia 1766 w Bloomsbury, hrabstwo Middlesex, zm. 8 lutego 1851 w Foots Cray, hrabstwo Kent) – brytyjski polityk, członek stronnictwa torysów, najdłużej (11 lat) urzędujący kanclerz skarbu w historii Wielkiej Brytanii.
Był piątym synem Henry’ego Vansittarta, gubernatora Bengalu, i Emilii Morse, córki Nicholasa Morse’a, gubernatora Madrasu. Wychowywał się w Bray w hrabstwie Berkshire. Wykształcenie odebrał w Christ Church na Uniwersytecie Oksfordzkim. Studia ukończył w 1787 r., a następnie został powołany do prawniczej korporacji Lincoln’s Inn.
Swoją karierę polityczną rozpoczął jako autor pamfletów broniących administrację Williama Pitta Młodszego, zwłaszcza politykę rządu w kwestiach finansowych. W maju 1796 r. Vansittart został wybrany do Izby Gmin jako reprezentant okręgu Hastings. Od 1802 r. reprezentował okręg wyborczy Old Sarum. W wyborach 1806 r. uzyskał także mandat z okręgu Helston, ale zdecydował się dalej reprezentować Old Sarum. Dopiero w 1812 r. zmienił okręg wyborczy, najpierw na East Grinstead, a następnie na Harwich.
W lutym 1801 r. został wysłany z poselstwem do Kopenhagi, a po powrocie otrzymał stanowiska sekretarza skarbu w rządzie Henry’ego Addingtona. Pozostał na tym stanowisku do upadku gabinetu w kwietniu 1804 r. W styczniu 1805 r., dzięki protekcji swojego przyjaciela księcia Cumberland, został Głównym Sekretarzem Irlandii w rządzie Pitta Młodszego, ale zrezygnował z tego stanowiska jeszcze we wrześniu. W Gabinecie Wszystkich Talentów w latach 1806–1807 był ponownie sekretarzem skarbu. Razem ze swoim protektorem, lordem Sidmouthem, opuścił gabinetu w marcu 1807 r., tuż przed jego upadkiem.
W tym czasie Vansittart zdobył w parlamencie reputację eksperta w sprawach finansowych. W 1809 r. zgłosił projekty oraz przeprowadził przez parlamentu 38 rezolucji w sprawach finansowych. W tym samym roku premier Spencer Perceval zaproponował mu stanowisko kanclerza skarbu w swoim gabinecie, ale Vansittart, kierując się lojalnością wobec lorda Sidmoutha, odmówił. W 1811 r. sprzeciwiał się wczesnemu przywróceniu zasady płatności gotówką. W 1812 r. otrzymał tekę kanclerza skarbu w gabinecie lorda Liverpoola.
Kiedy Vansittart obejmował stanowisko kraj był obciążony ogromnym długiem publicznym i wysokimi podatkami. Jednak trwające wojny napoleońskie zmusiły Vansittarta do dalszego podniesienia ceł i podatków. Kiedy jednak wojny na kontynencie dobiegły końca Vansittart nie zdecydował się na radykalne zmiany w systemie podatkowym, proponując tylko w 1816 r. obniżenie podatku dochodowego. Likwidacja tego podatku została jednak przegłosowana w parlamencie, który dodatkowo zobligował Vansittarta do obniżenia dodatkowego podatku na słód. W dalszych latach głównym priorytetem Vansittarta była redukcja długu publicznego. Jego działalność na stanowisku Kanclerza była krytykowana przez Williama Huskissona, Henry’ego Broughama i Davida Ricardo. Vansittart nie cieszył się również popularnością w społeczeństwie. Ostatecznie w grudniu 1822 r. podał się do dymisji.
Lord Liverpool zaproponował wówczas Vansittartowi stanowisko Kanclerza Księstwa Lancaster. Vansittart przyjął to stanowisko w lutym 1823 r., a w marcu został kreowany 1. baronem Bexley i zasiadł w Izbie Lordów. Otrzymał również roczna pensję w wysokości 3000 funtów. Ze stanowiska Kanclerza zrezygnował w styczniu 1828 r. Głosował za emancypacją katolików, wspierał działalność misyjną takich organizacji jak British and Foreign Bible Mission, czy też Church Missionary Society. Był także współzałożycielem londyńskiego King’s College.
W lipcu 1806 r. poślubił Isabellę Eden (zm. 1810), córkę 1. barona Auckland. Nie miał z nią dzieci. Zmarł w 1851 r. Wraz z jego śmiercią wygasł tytuł parowski.